# Niceshops
Die Niceshops (Eigenschreibweise niceshops) GmbH ist ein international tätiges, österreichisches Onlinehandels- und Technologieunternehmen mit Hauptsitz in Saaz in Paldau im Bezirk Südoststeiermark in der Steiermark. Die Niceshops-Gruppe betreibt rund 40  Onlineshops, die in bis zu 16 Sprachen erreichbar sind.

## Geschichte
Firmengründer Roland Fink begann 2006 damit, Nahrungsergänzungsmittel aus dem Keller des Hauses seiner Schwiegereltern in der Klausen bei Bad Gleichenberg zu versenden. 2006 wurde die Vitalabo HandelsgmbH, 2007 die EquusVitalis HandelsgmbH gegründet. 
Ende 2010 wurde die Niceshops GmbH gegründet und Lagerflächen am Bahnhof in Feldbach bezogen. Seit 2013 gibt es einen Standort in Graz. Anfang 2017 wurde das Logistikzentrum in Saaz, in der Gemeinde Paldau bei Feldbach, fertiggestellt. 2018 kam es zur ersten Erweiterung des Logistikzentrums mit einer Investitionssumme in Höhe von 8 Mio. Euro. Seit 2018 arbeitet die Niceshops GmbH zertifiziert klimaneutral.
2019 beteiligte sich der Drogeriekonzern Müller mit 25,82 % an der Niceshops GmbH. Im Jahr 2020 wuchs der Umsatz um 82 Prozent, womit erstmals die Umsatzgrenze von 100 Millionen Euro überschritten wurde. 2020 wurde zudem die dritte Ausbaustufe des Logistikzentrums in Saaz mit 18.000 Quadratmeter Lagerfläche und 2.000 Quadratmeter Produktionsfläche fertiggestellt.
2021 wurde in Graz der neue Standort im Roseggerhaus in der Annenstraße bezogen. In Wien entstand im selben Jahr ein neuer Standort mit 65 Arbeitsplätzen. Ende 2021 beschäftigte die Niceshops GmbH mehr als 550 Mitarbeiter. Der Anteil des Auslandsumsatzes gemessen am Gesamtumsatz des Unternehmens beträgt aktuell 80 Prozent.

## Standorte
Die Firmenzentrale befindet sich seit 2016 in der Nähe von Feldbach in der Ortschaft Saaz in der Südoststeiermark. Dort ist das Logistikzentrum des Unternehmens mit rund 40.000 Quadratmetern Lagerfläche (Stand Dezember 2020). 2021 wurden von dort von mehr als 300 Mitarbeitern bis zu 20.000 Pakete täglich verschickt.
In Graz befindet sich ein Büro mit Platz für bis zu 200 Mitarbeiter, die hauptsächlich in den Bereichen IT, Marketing und Internationalisierung arbeiten. Zudem gibt es ein Büro in Wien.